# Komunistická symbolika
Symboly, s nimiž se identifikují komunistické, některé socialistické či jiné ultralevicové organizace, skupiny, hnutí, politické strany, či státy, vycházejí ze základních principů komunismu a marxismu. Představují buď spolupracující společenské třídy (podle Marxovy definice), pracující lid či zobrazují revoluční činnost. Lze se tedy setkat s vyobrazením například srpu a kladiva, zemědělských plodin a průmyslových i jiných závodů (symbolizujících bohatství určité oblasti či země), ale také s vycházejícím sluncem, jež má představovat nový svět (lepší než svět předchozí).

## Srp a kladivo
Nejznámějším symbolem komunismu je zkřížený srp a kladivo. Ten má symbolizovat pevný svazek dvou společenských tříd, a to rolníků a dělníků. Srp spolu s kladivem zavedli ruští komunisté (bolševici), a od roku 1923 jej rovněž i vyobrazili i na státním znaku Sovětského svazu, a také i v heraldicky pravém horním cípu státní vlajky. Tento symbol se spolu s „vývozem komunismu“ na konci 40. let do střední a východní Evropy a vůbec po vzniku sovětské sféry vlivu rozšířil i do Sovětského svazu nově ovládaných zemí a začal představovat komunismus na celosvětové úrovni.
Spolu se zánikem reálného socialismu na přelomu 80. a 90. let 20. století se postupně přestal užívat; reformované komunistické strany zvolily symboliku jinou, jelikož právě zkřížený srp s kladivem byl vnímán příliš agresivně – vznikaly asociace s režimem v SSSR a jinými vládami, které pod záminkou tvoření lepší společnosti silně porušovaly lidská práva. I některé další země, které se označují za pokračovatele v budování komunismu, však svoji symboliku rovněž změnily – příkladem je Severní Korea, kde se hlavním symbolem vládnoucí strany stala kosa, kaligrafický štětec a kladivo – což má představovat jednotu rolníků, pracující inteligence a dělnictva.
Ve státním znaku Německé demokratické republiky bylo vyobrazeno kružítko a kladivo.

## Rudá vlajka

Vlajka SSSR

Červená barva je většinou spojována se změnou, a také i revolucí. Komunisté její význam vykládají jako barvu krve bojujících za sociální spravedlnost. V 19. století byla často užívána při různých stávkách a u mnoha levicových hnutí. Se socialismem byla spojena definitivně až od roku 1871, kdy ji použila Pařížská komuna, a od roku 1922 pak ji začal užívat rovněž i Sovětský svaz (též i jí byly velmi silně ovlivněny i vlajky následně vzniklých republik SSSR). Další státy, které se označovaly za komunistické ji začaly užívat jako státní vlajku později (Čínská lidová republika, 1949 a Vietnam, 1955 (tehdy ještě jako Severní Vietnam).
Rudou vlajku používají někdy také demokratické socialistické strany a hnutí.

## Rudá hvězda
Rudá pěticípá hvězda je další ze symbolů, se kterými se ztotožňuje komunismus. Má symbolizovat pět prstů dělníkovy ruky, ale též i pět kontinentů, jimž má komunistický systém vládnout, nebo také spojení dělníků, rolníků, vojáků, mládeže a pracující inteligence.

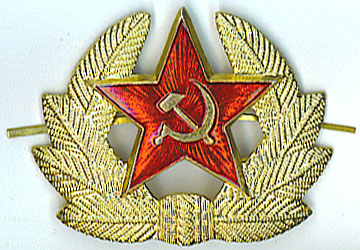
Symbol Rudé armády představovala rudá hvězda a zkřížený srp a kladivo

Rudé hvězdy se poprvé spojily s komunisty v časech občanské války v Rusku; později rudá hvězda symbolizovala Rudou a Sovětskou armádu. Stejně jako rudou vlajkou SSSR i rudou hvězdou byly ovlivněny mnohé státní symboly v některých zemích; objevila se na velké většině státních znaků socialistických států i na některých jejich vlajkách (např. Jugoslávie a její svazové republiky). V 90. letech její užívání postupně, stejně jako u symbolů ostatních, kleslo a v některých zemích je její zobrazení dokonce zakázáno zákonem (Maďarsko).

## Právní regulace
Senátoři Martin Mejstřík, Richard Sequens, Josef Novotný, Jan Horník a Jaromír Štětina předložili 27. července 2007 návrh novely trestního zákona, která měla výslovně zakázat propagaci komunistického hnutí i komunistických symbolů; 26. března 2008 byl návrh senátem zamítnut.
V Maďarsku je zákonem XLVIII z roku 2013 zakázáno použití hákového kříže, znaků SS, šípového kříže, srpu a kladiva, pěticípé rudé hvězdy pokud  porušuje lidskou důstojnost nebo právo obětí autokratických režimů na soucit. 
Užívání symbolů komunismu je výslovně trestné mj. v Polsku.[zdroj⁠?!]